# Hurrikan Bertha (2008)
Hurrikan Bertha war ein selten früher kapverdischer Hurrikan und der am weitesten östlich entstandene tropische Sturm in einem Juli seit Beginn der Wetteraufzeichnungen im Atlantischen Ozean. Bertha war auch der langlebigste tropische Wirbelsturm, der sich im Atlantik in einem Monat vor August gebildet hat und mit einer Dauer von 17 Tagen der am längsten dauernde Wirbelsturm im Atlantik seit Hurrikan Ivan während der atlantischen Hurrikansaison 2004.
Der zweite benannte tropische Wirbelsturm der Atlantischen Hurrikansaison 2008 entwickelte sich am 1. Juli aus einer tropischen Welle, die sich von der Küste Westafrikas löste. Das Tiefdruckgebiet bildete sich etwa 400 km südlich der Kapverden und erreichte am 3. Juli die Stärke eines tropischen Sturms. Bertha wanderte die nächsten Tage als ein schwacher tropischer Sturm westwärts über den Atlantik. Noch ein gutes Stück östlich der Inseln über dem Winde begann Bertha am späten 6. Juli mit der Intensivierung und wurde am 7. Juli der erste Hurrikan des Jahres im Atlantik. Noch im Tagesverlauf hatte sich Bertha dann zu einem schweren Hurrikan verstärkt. Aufgrund stärkerer Windscherung wegen eines nordöstlich gelegenen Höhentiefes schwächte sich der Hurrikan am 8. Juli ab. Danach driftete der Sturm in nordnordwestlicher Richtung auf Bermuda zu. Südöstlich der Insel wurde Bertha am 12. und 13. Juli fast stationär und zog eine kleine Schleife. Am 14. Juli zog das Zentrum Berthas etwa 65 km östlich an Bermuda vorbei und drehte dann nach Nordosten. Der Einfluss einer starken Zyklone zwang den Sturm dann am 16. Juli nach Südosten. Der Einfluss der Westwindzone brachte Bertha, die sich nochmals zu einem Kategorie-1-Hurrikan intensivieren konnte, schließlich endgültig auf eine nordöstliche Zugbahn mit hoher Vorwärtsgeschwindigkeit. Am 20. Juli wurde das System vom NHC als außertropisch erklärt.

## Sturmverlauf

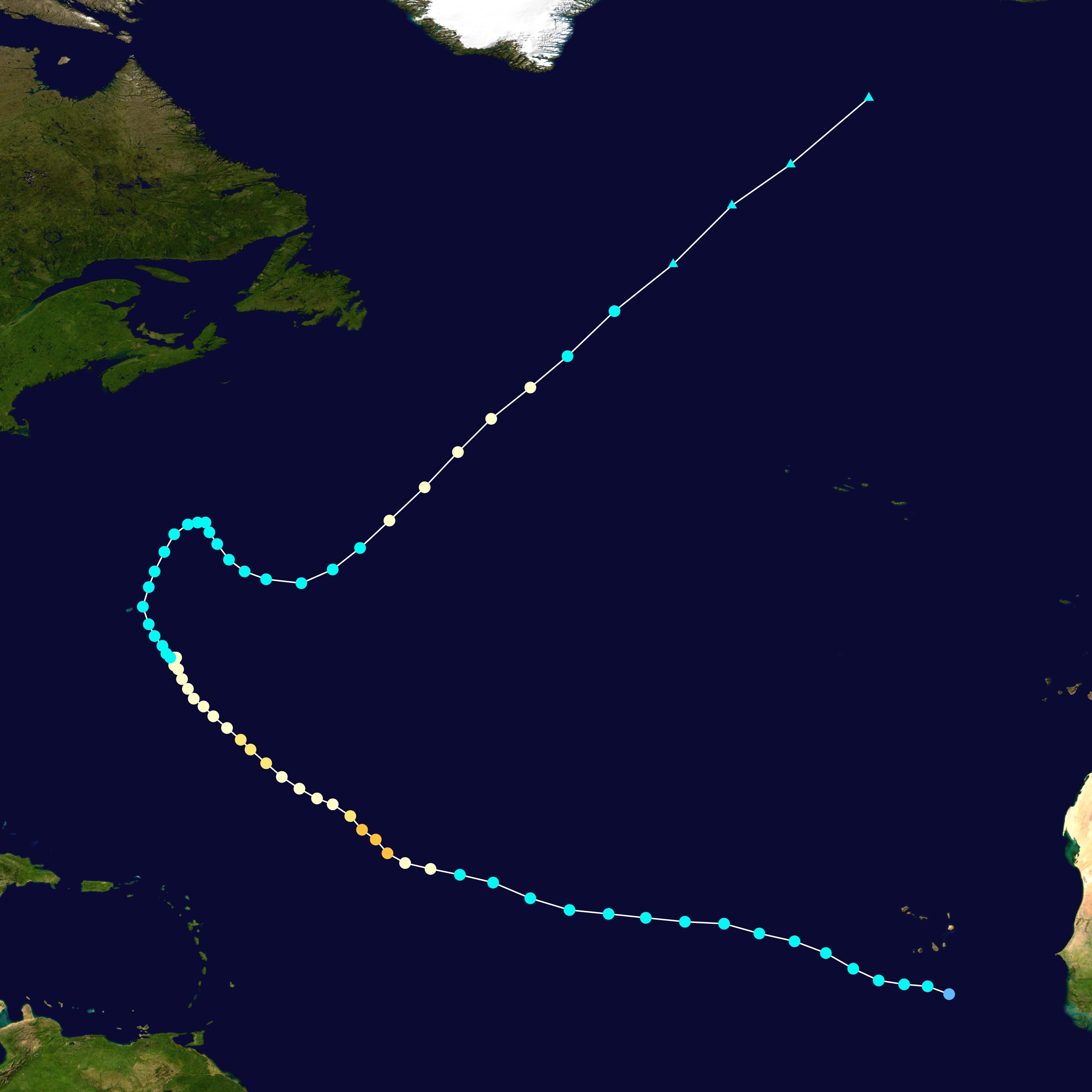
Zugbahn von Bertha

Früh am 1. Juli löste sich eine kräftige und ausgedehnte tropische Welle von der Küste Westafrikas. Bis zum nächsten Morgen hatte sich ein oberflächennahes Tiefdruckgebiet gebildet und die Welle hatte sich besser ausgebildet. Das National Hurricane Center klassifizierte das System in den Morgenstunden des 3. Juli als Tropisches Tiefdruckgebiet, da das System für mehr als 12 Stunden seine Konvektion beibehielt. Das Tief organisierte sich besser und entwickelte zwei unterschiedliche Konvektionsbänder. Sechs Stunden später wurde das Tiefdruckgebiet zum Tropischen Sturm Bertha erklärt und wurde somit der zweite benannte Sturm der atlantischen Hurrikansaison. Das National Hurricane Center stellte fest, dass die Entwicklung dieses tropischen Wirbelsturmes durch die globalen Computermodelle eine Woche im Voraus vorhergesagt wurde.
Bertha wanderte weiter westwärts und der Sturm geriet unter den Einfluss eines Hochdruckrückens.  Trotz geringer Windscherung blieb Bertha aufgrund einer kühlen Wasseroberfläche ein schwacher tropischer Sturm. Während der nächsten paar Tage gelangte der Sturm jedoch allmählich über wärmeres Wasser, da der Sturm mit 40 km/h westwärts zog. Bertha begann am 6. Juli mit der Intensivierung und Mikrowellenaufnahmen zeigten die Entwicklung eines Auges. Am Morgen des 7. Julis erreichte Bertha die Intensität eines Hurrikans, der am späten Nachmittag aufgrund einer rapiden Intensivierung zu einem schweren Hurrikan der Kategorie 3 auf der Saffir-Simpson-Hurrikan-Windskala geworden war. An diesem Abend gab das National Hurricane Center bekannt, dass Bertha zwischen 19:00 und 21:00 Uhr UTC Windgeschwindigkeiten von über 185 km/h erreicht hat, da entsprechende objektive Schätzungen sich auf 215 km/h festlegten.
Am Morgen des 8. Juli verursachten stärker gewordene Scherwinde eine rasche Abschwächung des Sturmes in die Kategorie 2 und am Nachmittag in die Kategorie 1; am nächsten Tag konnte sich Bertha jedoch erholen und wurde erneut als Kategorie-2-Hurrikan geführt. Am 10. Juli schwächte sich der Sturm erneut ab, da eine zyklische Eyewall-Neubildung begonnen hatte. Die Vorwärtsbewegung wurde geringer, weil die steuernden Luftströmungen zusammenbrachen und am 12. Juli wurde der Hurrikan südsüdöstlich von Bermuda fast stationär. Nachdem Bertha sich einen Tag lang fast gar nicht bewegte und deswegen kälteres Wasser an die Oberfläche gelangte, weswegen die Oberflächentemperatur unter dem Sturm deutlich sank, schwächte sich der Hurrikan zu einem starken tropischen Sturm ab. Doch dann beschleunigte sich die Vorwärtsbewegung und am 14. Juli zog das Zentrum des Sturmes in nordöstlicher Richtung etwa 65 km östlich von Bermuda an der Insel vorbei.

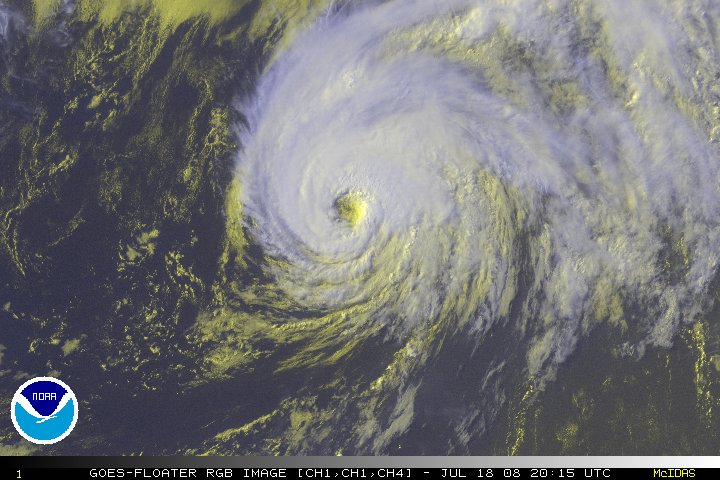
Hurrikan Bertha am 18. Juli um 20:15 Uhr UTC.

Anschließend zwang eine starke Zyklone östlich von Bertha das System auf einen südöstlichen Kurs. Schließlich gelangte der Sturm endgültig unter Einfluss der Westwindzone und zog beschleunigt nach Nordosten. Am 18. Juli verstärkte sich Bertha noch einmal zu einem Kategorie-1-Hurrikan, begann aber schließlich unter dem Eindruck einer kühleren Wasseroberfläche sich abzuschwächen. Am 20. Juli wurde Bertha außertropisch und das NHC gab mit der 70. Ausgabe seine letzte Warnung zu Bertha aus. Mit einer Dauer von 17 Tagen als tropisches System war Bertha ein langlebiger Sturm, der langlebigste seit Hurrikan Ivan 2004.

## Vorbereitungen
Am 7. Juli wurde deutlich, dass Bermuda in die Zugbahn Berthas geraten könne und die Bewohner Bermudas begannen mit dem Kauf von Taschenlampen, Abdeckplanen und Feuerzeugen. Batterien waren in manchen Geschäften rasch eine Mangelware. Der Minister für die öffentliche Sicherheit auf Bermuda Senator David Burch berief am 9. Juli eine Sitzung der Notfallorganisationen der Insel ein und ersuchte die Bewohner, für die Ankunft des Wirbelsturms sich mit Notausrüstung wie Taschenlampen, Batterien, Feuerzeuge und Verbandsmaterial zu versorgen sowie Trinkwasser und unverderbliche Lebensmittel zu beschaffen. Am 10. Juli stellte das Ministerium für die Parks Warnungen vor einer hohen Brandung an den Stränden der Südküste auf, da Berthas Annäherung sich durch starke Wellen bemerkbar machte. Am 11. Juli um 11 Uhr vormittags Ortszeit löste der Bermuda Weather Service für die Insel die Bereitschaft vor einem tropischen Sturm aus und 24 Stunden später wurde eine Warnung ausgegeben. Am 13. Juli wurden alle Strände gesperrt und das Schwimmen sowie das Betreiben von Wassersport untersagt.

## Auswirkungen

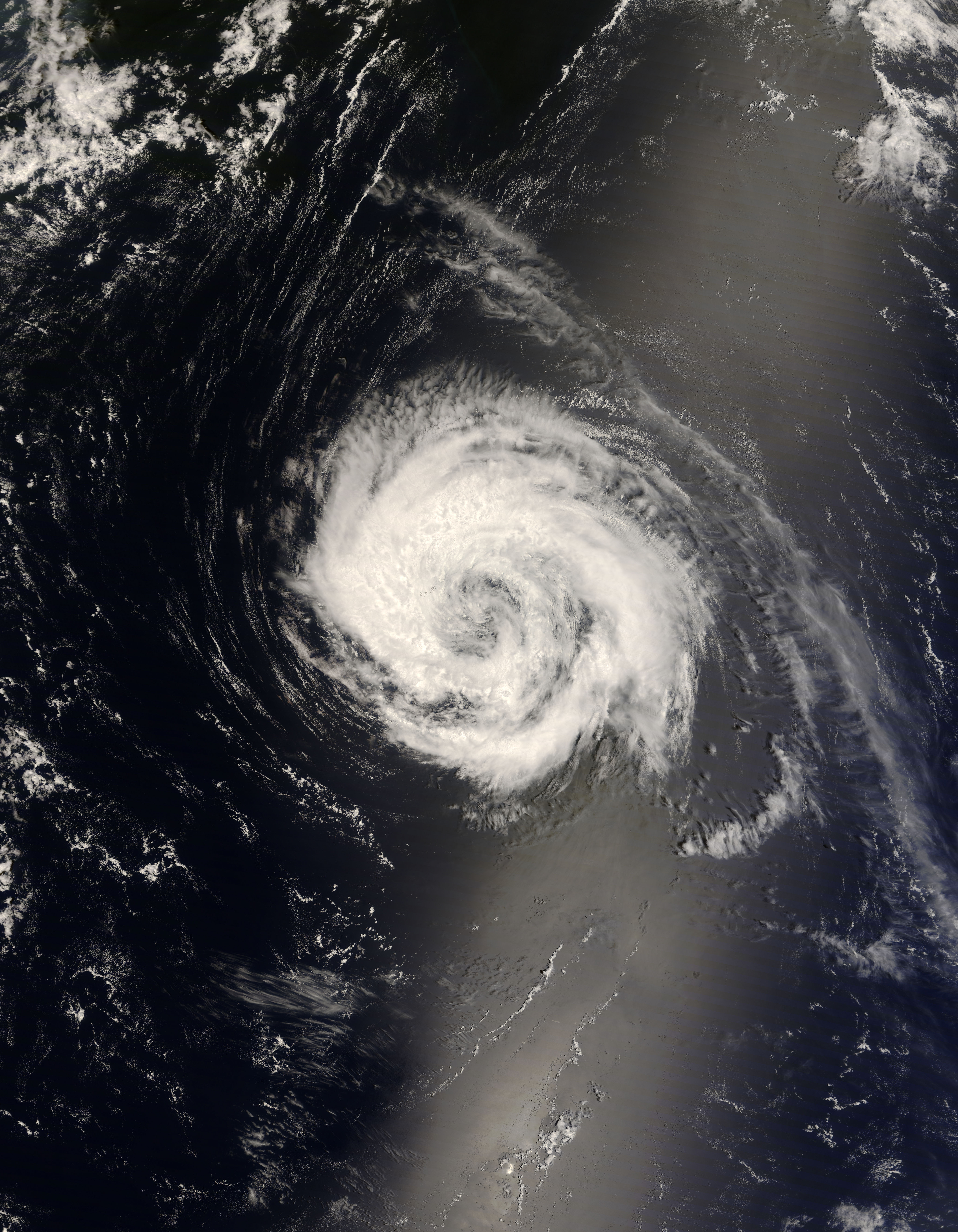
Bertha über Bermuda

Bertha verursachte auf den südlichen Kapverden starke Regenfälle. Es wurden von den Inseln jedoch keine Schäden an Personen und Eigentum gemeldet.
Der Flugverkehr Flüge von und auf die Insel wurde am 14. Juli unterbrochen, als sich der Sturm der Insel unmittelbar näherte. JetBlue und Delta Air Lines strichen ihre Verbindungen, während American Airlines die Flüge nach Miami und New York vorverlegte und der Ankunft des Sturmes entging. British Airways verlegte seinen Flug auf den Nachmittag und setzte damit darauf, dass sich Bertha bis zur Ankunft des Flugzeuges verzogen hatte. Die Fährverbindung nach St. Georges war den ganzen Tag über eingestellt und die anderen Kurse von Hamilton Harbour aus wurden nach den Morgenverbindungen abgesagt. Einige Straßen auf der Insel standen unter Wasser, Äste und Bäume brachen. Der Wind riss Stromleitungen herunter und verursachte damit Stromausfälle, die allerdings kurzfristig durch die Versorgungsfirma Bermuda Electric Light Company beseitigt wurden.
Befürchtungen, Bertha könne sich beim Vorbeizug an der Insel erneut zu einem Hurrikan verstärken, veranlassten de Behörden zur Auslösung einer Hurrikanwarnung. Am internationalen Flughafen Bermudas wurden rund 120 mm Niederschlag registriert.
Der Hurrikan führte an der Ostküste der Vereinigten Staaten zu hohem Wellengang und ablandigen Strömungen, wodurch an der Küste von New Jersey drei Schwimmer ertranken.

## Wetterrekorde
| Übersicht der niederschlagreichsten tropischen Wirbelstürme in Bermuda Höchste Gesamtniederschlagsmengen seit 1939 | Übersicht der niederschlagreichsten tropischen Wirbelstürme in Bermuda Höchste Gesamtniederschlagsmengen seit 1939 | Übersicht der niederschlagreichsten tropischen Wirbelstürme in Bermuda Höchste Gesamtniederschlagsmengen seit 1939 |
| Niederschlag | Niederschlag | Sturm |
| Rang | (mm) | Sturm |
| --- | --- | --- |
| 1 | 186.7 | Hurrikan Vier 1939                                                                                                 |
| 2 | 151.4 | Cristobal 2002 |
| 3 | 148.0 | Nicole 2004 |
| 4 | 126.2 | Franklin 2005 |
| 5 | 124.0 | Harvey 2005 |
| 6 | 123.2 | Hurrikan Sechs 1948                                                                                                |
| 7 | 121.2 | Bertha 2008 |
| 8 | 115.3 | Alice 1973 |
| 9 | 113.5 | Gustav 2002 |
| 10 | 80.0 | Karen 2001 |

Hurrikan Bertha hat mehrere Wetterrekorde gebrochen. Mit 24,7° westlicher Länge hat Bertha den am weitesten östlich liegenden Entstehungsort, mit 50,2° westlicher Länge hat sich Bertha am weitesten östlich liegend zu einem Hurrikan verstärkt und mit 52,1° westlicher Länge am weitesten östlich für einen Julisturm zu einem schweren Hurrikan. Bertha ist der sechststärkste tropische Wirbelsturm, der sich im atlantischen Becken seit Beginn der Wetteraufzeichnungen vor August gebildet hat und der drittstärkste Juli-Hurrikan, nach Dennis und Emily des Jahres 2005. Bertha wurde am 15. Juli zum am längsten beständigen tropischen Wirbelsturm im Atlantik im Monat Juli und war seit Ivan im Jahr 2004 der am längsten bestehende tropische Wirbelsturm.
Auf Bermuda lag Bertha hinsichtlich der Niederschlagsmengen an siebter Stelle seit Beginn der genauen Aufzeichnungen 1939.